# Ентони Дурнфорд
Ентони Виљем Дурнфорд (енгл. Anthony William Durnford; 1830–1879), британски официр који је играо истакнуту улогу током Англо-Зулу рата, често сматран одговорним за британски пораз у бици код Исандлуане. У филму Зора Зулуа глумио га је Берт Ланкастер.

## Војна служба
Постављен за официра британске Краљевске инжињерије 1848. године, Дурнфорд је послат на Цејлон 1851, а такође је служио на Малти, Гибралтару, Ирској и Енглеској. Унапређен је у мајора и постављен у колонију Натал 1872. Служио је током побуне Лангалибалеле 1873, када су га колонисти много окривили за пораз на превоју Бушманове реке.
Унапређен у потпуковника 1873. године, између 1873. и 1875. радио је као колонијални инжењер за Натал. Године 1878. био је члан Комисије за границе Зулуланда. Дурнфорд је унапређен у вршиоца дужности пуковника у децембру 1878. и подигао је и командовао 1. пуком Наталског домородачког контингента.

### Англо-зулски рат
Током прве инвазије Англо-Зулу рата, добио је команду над колоном број 2, састављеном углавном од снага НДК. Он је 22. јануара 1879. делом својих снага појачао логор колоне број 3 код планине Исандлвана. Погинуо је у бици, а касније су велики део кривице за пораз свалили на њега генерал-потпуковник лорд Челмсфорд и његов штаб, који су били решени да га искористе као званичног кривца за пораз код Исандлуане.